# SN 2008G
SN 2008G – supernowa typu II-P odkryta 1 stycznia 2008 roku w galaktyce UGC 2851. W momencie odkrycia miała maksymalną jasność 18,30m.